# Новиця (Україна)

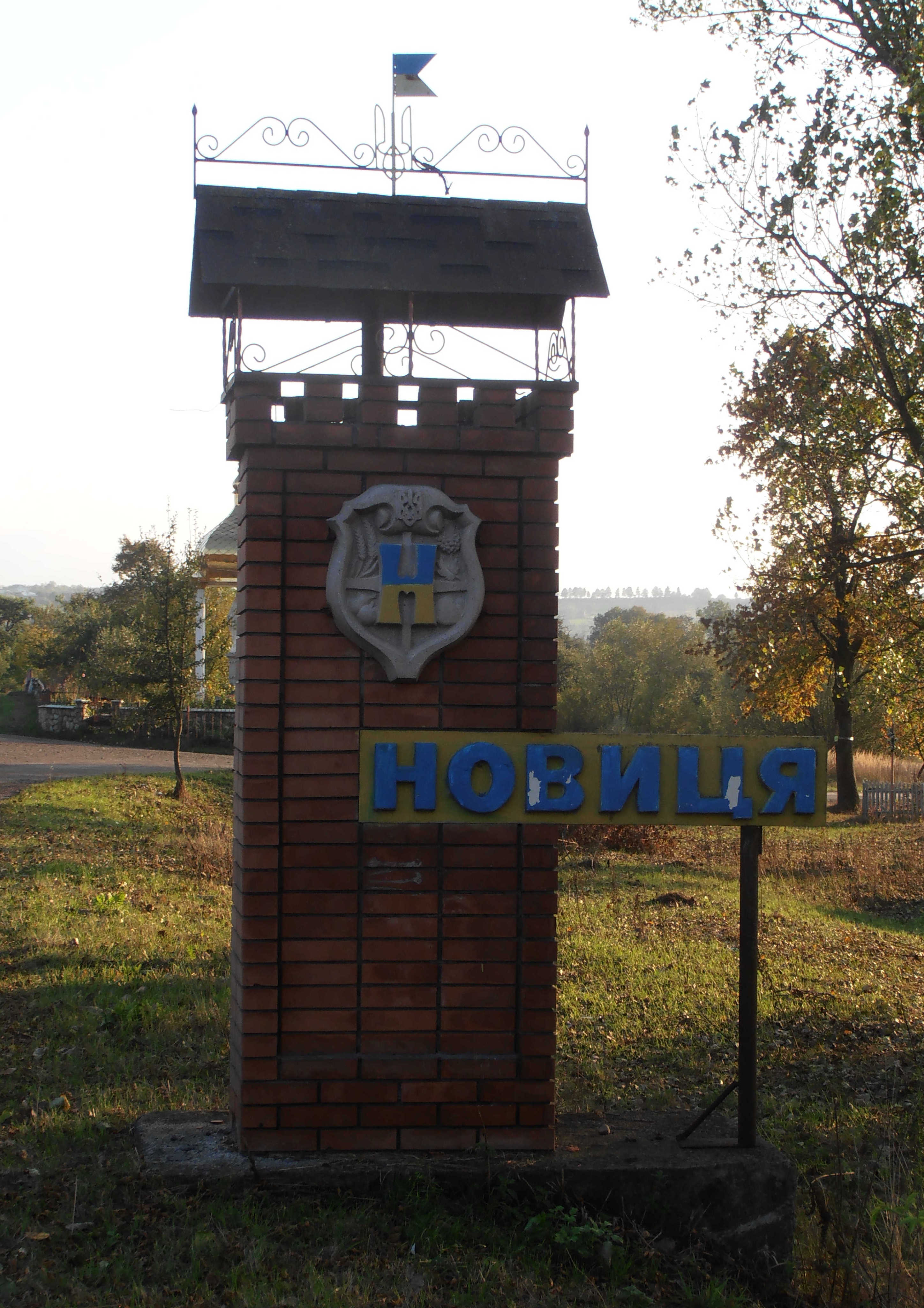
Придорожній знак

Нови́ця — село Калуського району Івано-Франківської області, центр Новицької сільської громади, розташоване за 4 км від правого берега річки Лімниці, за 7 км від Калуша. Населення — близько 3,9 тис. осіб.

## Географія
Край села протікає річечка-стариця Лімниці рукав Урив.

## Історія села

### Давньоруський період
Територія нинішнього села заселялася людиною здавна. Тут знайдено знаряддя праці доби бронзи. Новиця — одне зі стародавніх українських сіл Прикарпаття.

### Польський період

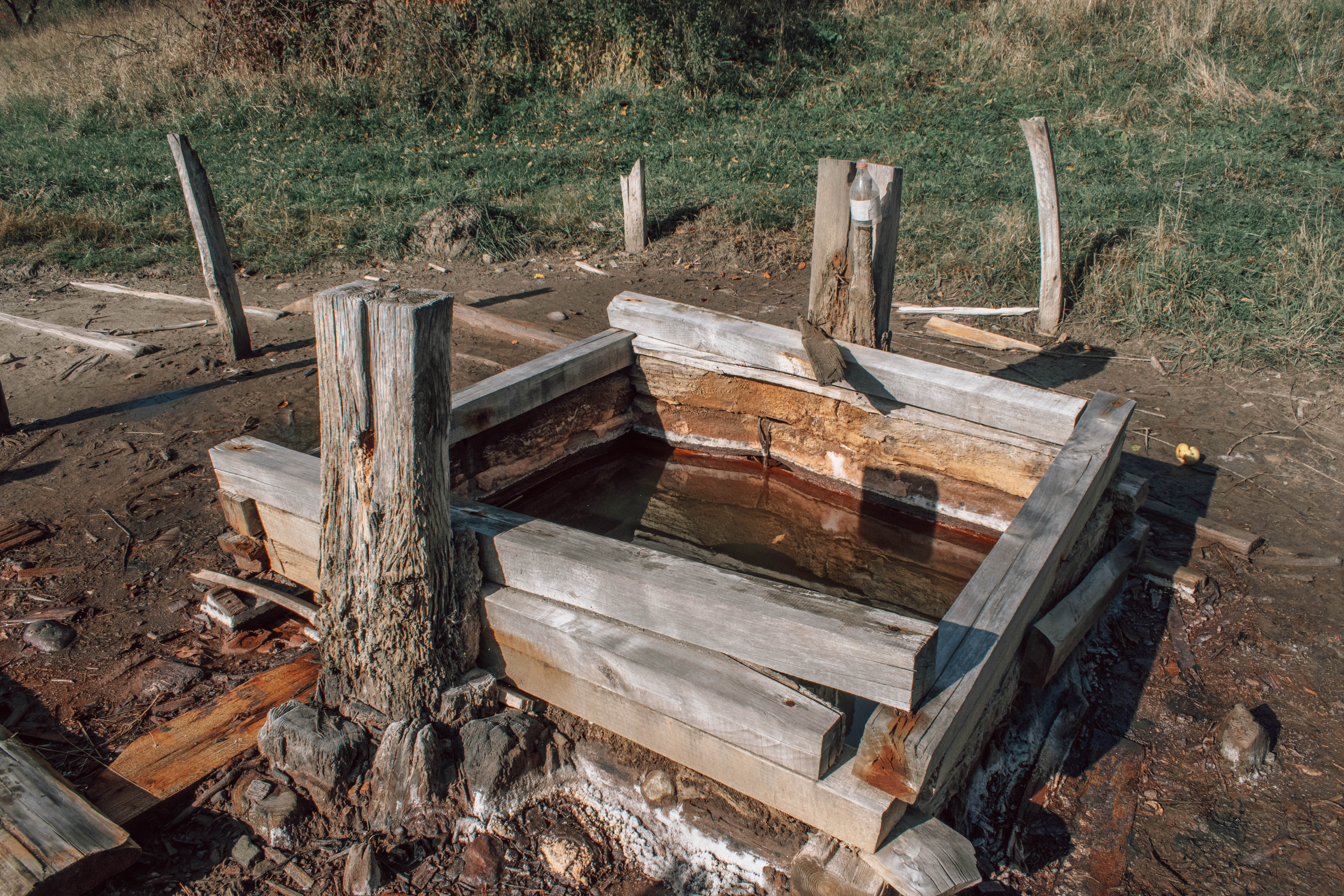
Соляна криниця

Перша письмова згадка про нього належить до другої половини XIV ст. Жалуваною грамотою 1367 року польський король Казимир III віддає соляні копальні в Новиці й Уторопах бояринові-русину Вахну Тептюху з Тисмениці.
З давніх часів жителі села займалися соляним промислом, землеробством, скотарством, працювали в лісі. Солеваріння посідало значне місце в трудовій діяльності селян. Жителі добували й варили сіль, якою насипали бочки й вивозили на ринки Прикарпаття та за його межі. В другій половині XIV ст. щорічно виварювалося близько 200 бочок солі. Праця на солеварнях була виснажливою. Сіль варили примітивним способом. Солону воду доставляли дерев'яними відрами на солеварню. Ропу наливали в глиняні миски й варили доти, поки вода не випаровувалась. Скристалізовану сіль збивали у форми з березової кори й висушували. З 100 кг ропи виварювали близько 20 кг солі.
В кінці XIV ст. селом володіла Галицька митрополія. На початку XV ст. Новиця була невеличким селом з соляними промислами. В грамоті князя Федора Ольгердовича за 1422 рік згадується Новиця — «село повіту Калуського, колись містечко з замком, обведеним валами». Багаті землі, ліси й пасовиська навкруги Новиці та соляні промисли привертали увагу польського королівського уряду, який одержував від села великі прибутки. Тому Новиця після загарбання Галичини Польщею ввесь час входила до королівських маєтків. Король віддавав село тому чи іншому шляхтичеві або духовному феодалу як винагороду «за вірну службу».
У люстрації королівських маєтностей 1469 року Івашко Новицький сплачує 100 марок за маєток Новиця.
Новиця, що входила до королівських маєтків, у другій половині XV ст. кілька разів передавалася королем то одному феодалу, то іншому, що призводило до посилення визиску його жителів. Як правило, повинності феодалам платили грішми, а панщину не відробляли. Тому до Новиці часто тікали селяни-кріпаки від панщини з інших сіл. У документах тих часів часто згадується про розшук кріпаків, які втекли від феодалів-орендарів до Новиці.
На початку XVI ст. польська шляхта посилює процес закріпачення селян, запроваджує панщину і в Новиці. Селяни формально хоч і користувалися правом виходу з помістя, але це право обмежувалось. Можна було вийти лише з дозволу поміщика. Селяни, які керувалися руським правом, могли перейти в громаду, яка жила за тим же правом.
Необмежена влада поміщика над селянами звільняла його від будь-якої відповідальності за вбивство. В кінці XV — на початку XVI ст. за вбивство кмета поміщик платив 10 грошів штрафу.
Селяни терпіли утиски не лише від поміщиків, а й від королівської влади. В акті ревізії 1565 року про Новицю було сказано, що це «село велике в полонинах, з великими пожитками». Орендну плату за володіння Новицею було збільшено. На початку XVII ст. польський король одержував за село від своїх васалів близько 9 тис. золотих щорічно, величезну на той час суму.
Церкві ж належала частина найкращої землі, лісів і пасовищ. Податковий реєстр за 1578 рік свідчить, що священик сам мав цілий лан землі, а на всіх селян було розділено лише 10 ланів (все добре, тільки от скільки ж було «всіх»???). У другій половині XVII — на початку XVIII ст. у Новиці володів землею, лісами і мав тут маєток Єпископ Львівський і Галицький Йосип (Шумлянський).
Відстоюючи свої права, селяни Новиці не раз виступали проти шляхетського гніту зі зброєю в руках. У 1648 році багато селян Новиці приєдналися до загону повстанців з Калуша і в його складі брали участь у розгромі шляхетських замків. Восени того ж року в Новиці відбувся бій повсталих селян із загоном шляхтича В. Сваричевського. Повсталі з Новиці, об'єднавшись із повстанцями Покуття, брали участь у нападах на замки в сусідніх селах. Шляхтичі пізніше звинувачували у Галицькому суді багатьох жителів Новиці за участь у повстанні. Вони називали імена І. Чайковича, Д. Чайковича, Т. Борев'ята, В. Дякова, І. Довбенка, Г. Данилового, С. Микулу, І. Смукоб'ята, Д. Давидовича, Г. Стасева, А. Капустевича, Харбуга з трьома синами та інших, які «…купами великими ходячи по маєтках і селах шляхетських… двори шляхетські палили, отари, худобу й інше майно забирали». При цьому підкреслювалось, що повстанці діяли «…за прикладом… Хмельницького». В березні 1649 року шляхтич С. Понятовський скаржився в суд на те, що 39 осіб з Новиці брали участь у повстанні проти шляхти. Найактивнішими серед них були Ф. Войкович, І. Дулібан, В. і А. Ількови, присяжний Д. Ільків, І. Яцько. Польська шляхта жорстоко придушила повстання. Але новичани не припиняли боротьби проти кріпосницького гніту. Вони виступали проти шляхти, заорювали поміщицькі землі, рубали панський ліс, захоплювали «двірські ниви» і пасовиська.
Не раз зазнавали жителі села лиха і від інших завойовників. У 1672 році їм довелося боронитися від татар (Битва під Петранкою, що відбулась над потоком Солонець у теперішньому Зеленому Ярі). Через чотири роки татари знов напали на Новицю, а після жорстокого бою зруйнували й спалили її.
В люстрації з 1765 р. (Бібліотека Оссолінських, № 1892, стор. 21) записано, що 4 травня 1750 року за привілеєм від Августа III, після смерті воєводини Любельської і Дрогобицької Дорити Тарлової, Новицю було передано в оренду подружжю воєвод Августові-Олександрові і Марії-Софії (з Сенявських) Чарторийським. Податку має те село 8216 злотих 13 грошів 12 ден. Новиця стала володінням магнатів Чарторийських, які хазяйнували тут майже 100 років. Орендарі села змінювалися часто. Дбаючи про захист себе від селян, вони в центрі села мали укріплений валами і огорожею двір з 2 гарматами, де стояли будинок поміщика й господарські будівлі. Село складалося з 2-х частин: Новиці Верхньої та Новиці Нижньої. В ньому налічувалося 152 господарства. На той час тут було 2 водяні млини, які мали по 3 камені й по 2 ступи, 2 корчми та 2 церкви. Найкращими землями й угіддями володіли поміщик, ксьондзи та інші багачі. За переписом 1787 року, всі ліси (2098 морґів), більше половини лук і пасовищ та значна частина орної землі (всієї налічувалося 1588 морґів) були в руках поміщика. Чималими ділянками землі обзавелися корчмар, мельник, лісничий, куркулі та ксьондзи (таким полонізмом у селі називають священика і донині). Бідні селяни ж мали набагато менше, ніж по «третині» землі (чи третині лану, котра рівна 8 га???), а 25 дворів — загородників — лише невеличкі ділянки — загороди (чому в загородників невеликі, адже мали і по півлану???). Обмаль було в селян і худоби. Тільки в одному дворі було 3 коней, 4 воли і 2 корови. Половина дворів була без тягла, а 10 родин не мали й корів. За користування клаптиками землі селяни змушені були відбувати панщину, заготовляти будівельний матеріал і дрова для фільварку, пасти панську худобу, працювати на панських лісових промислах.
Бідні селяни працювали на солеварнях, лісових промислах, у фільварку поміщика, у господарстві ксьондзів та інших сільських багачів. У другій половині XVIII ст. в Новиці було 4 дрібні солеварні, де працювало 25 робітників. Селяни-кріпаки повинні були поставляти сюди багато дров для виварювання солі.
Солеварні орендували спритні підприємці і мали від того великий зиск. Щороку Новиця давала по 160—170 тонн солі.

### Австро-Угорський період
З 1772 року Новиця опинилася під владою Австрії і була включена до т. зв. Калуського камерального маєтку. Гніт місцевих і польських феодалів доповнився ще й гнобленням австрійських баронів (віртуальних). Соляний промисел у 1790 році було закрито. Багато селян позбулося й того жалюгідного заробітку, який вони мали на солеварні.
Щоб зміцнити свої позиції і послабити виступи незаможного селянства, влада поселяє в Новиці німецьких колоністів. До 1820 року тут уже жило 42 колоністи, вони мали по 16—20 моргів землі кожний.
Становище бідноти Новиці значно погіршується у першій половині XIX ст., коли в село проникають капіталістичні відносини. Поглиблюється класове розшарування селян. У 1820 році кілька куркульських господарств мали по 50—60 моргів орної землі, а сільські бідняки — по 300—400 кв. сажнів.
Не поліпшилося становище селян Новиці і після реформи 1848 року. Селяни одержали лише по 0,5—1 га болотистої землі. Дві третини всіх земельних угідь залишилося в руках поміщика, сільських багачів і церкви. Безземелля викликало хронічне голодування селян, яке до того ж супроводжувалося різними пошестями. У 1852 році в селі стався великий голод, поширилася епідемія холери, від чого померло 186 чоловік. Ще й до цього часу збереглися залишки «холерного цвинтару», де поховано померлих.
У 1880 році в селі було 2 382 мешканці (всі — греко-католики, крім 21 римо-католика). В Новиці були дві унійні парафії (до Горішньої входило також поселення Ляндестрай), які належали до Калуського деканату Львівської архієпархії. В Новиці Горішній була церква Преображення Господнього, а в Новиці Долішній — церква Різдва Христового. Була також постійна однокласова школа.
Розвиток капіталізму в певній мірі сприяв піднесенню економіки. Водночас збільшилась і чисельність населення. З 1880 року по 1910 кількість населення в Новиці зросла на 800 осіб і становила 3200 жителів. Разом з тим посилилося зубожіння селян. На початку XX ст. куркулі мали по 30—40 га землі, 60 га землі належало церкві, а селяни мали по 0,5—0,7 гектара на двір. Зубожілі селяни змушені були залишати село, шукаючи заробітку в містах Прикарпаття або за кордоном. За час з 1880 по 1890 рік з села емігрувало до Німеччини, США, Канади та інших країн 40 жителів.
Не кращим було становище і з освітою. В середині XIX ст. у Новиці було засновано першу початкову школу. Однак з 178 дітей шкільного віку у 1853 році її відвідувала лише 21 дитина. Навчали тут чужою для дітей польською мовою.
Населення Новиці боролося проти політики полонізації. У 1880 році селяни Новиці разом з міщанами Калуша звертались до уряду з вимогою дозволити в школі українську мову. Як і слід було чекати, цю вимогу селян не задовольнили, бо відповідно до закону про автономію питання освіти належало до відома «польської» шкільної ради у Львові, яка не дозволяла навіть німцям відкривати німецькі школи — німецька гімназія у Станіславі відкрита аж у 1919 році з дозволу ЗУНР. В цей період активізується в Новиці й суспільне життя. У 1898 році тут було відкрито читальню «Просвіти», громадську позичкову касу.
На початку XX ст. шкільне навчання в Новиці дещо розширюється. У 1913 році тут було вже дві школи: однокласна і двокласна, одна з них вже була українською. Тут вчителював Йосип Петрушевич († 1918), який і заснував у селі читальню, організовував різні гуртки, навчав новичан садівництву. Він похований на старому цвинтарі села позаду каплиці. Син Йосифа, о. Михайло Петрушевич, також навчався у Новицькій школі, пізніше він написав кілька оповідань про наше село, зокрема — «Градобур».

### Перша світова війна. ЗУНР та УНР
Під час Першої Світової війни понад 60 мобілізованих з села чоловіків загинули на фронті. В результаті жорстоких боїв у селі згоріло понад 100 будинків та 2 церкви, загинуло багато селян.
Наприкінці війни, у ніч з 1 на 2 листопада 1918 року новичани роззброїли жандармський пост, а вранці 2 листопада, приєднавшись до колони селян з інших сіл, під радісний гул церковних дзвонів увійшли в Калуш, де пройшло урочисте віче відновлення української держави. Так Новиця, як і вся Галичина, увійшла до складу Західно-Української Народної Республіки, а після проголошення Акту Злуки 22 січня 1919 року — до Української Народної Республіки. Проте, і у Новиці знайшлися такі, які тягнули свій край у Російські тенета. Так, випущені з полону та завербовані після Лютневої революції в Росії селяни, такі як Д. Семенів, І. Ільків, П. Стефурак, В. Соколовський, повернувшись у село, почали проводити більшовицьку агітацію.

### Друга Річ Посполита
Наприкінці травня 1919 року за сприяння румунів Новицю загарбали польські війська. Окупаційна влада намагалася зброєю й тюрмами залякати селян. За більшовицьку пропаганду Д. Семенів, І. Ільків, П. Стефурак та В. Соколовський були засуджені на 2 роки тюремного ув'язнення.
Після окупації Західної області Української Народної Республіки поляками у 1919 році в селі був осередок ґміни Новиця та постерунку поліції.
Господарями села, як і раніше, були куркулі, торговці та греко-католицька церква, їм належали молочарня, олійниця, млини, тартак, найкращі землі та більшість лісів і пасовищ. Малоземелля змушувало селян працювати на багачів за 10—17-й сніп. Доводилося сплачувати великі податки: від нерухомого майна, прибутковий, військовий та інші. Загальна сума тільки ґрунтових податків становила понад 40 % усіх прибутків. Класовий гніт посилювався ще й національним.
В одній початковій школі, яку залишила окупаційна влада в Новиці, дітей вчили польською мовою. Селян змушували переходити з греко-католицької церкви до римо-католицької. Землевласники-поляки віддавали землі в оренду тим селянам, хто ставав римо-католиком, також на жодну роботу не приймали українців-греко-католиків (до 1946 року в Калуському повіті не було жодної православної громади). Польський уряд виділив 150 га землі, яку передбачалося продавати на пільгових умовах лише тим, хто приймав римо-католицьку віру і польське громадянство. Оскільки з українських селян на це ніхто не пішов, то ці землі продали польським осадникам.
Безземелля примушувало бідноту шукати роботу в різних містах і навіть емігрувати. Через це населення Новиці з 1921 по 1936 рік зменшилося майже на 150 осіб.
Таке становище, спричинене гнітом західного окупанта змусило деяких жителів села вбачати щось краще у Радянській системі, що панувала на сході. Житель села І. Лесюк почав розповсюджувати радянську літературу, він підтримував зв'язок з Калуською організацією КПЗУ, а В. Юрчишин та В. Семенів передплачували й поширювали комуністичну газету «Сель-Роб».
Попри це, силами громади в 1921 році було зроблено тимчасову церкву-барак, у 1929 році на цвинтарі збудовано церкву-каплицю Собору Пресвятої Богородиці, у 1938 році збудована школа, яка діє й досі, та одна з найбільших дерев'яних споруд України — церква Преображення Господнього.
У 1939 році в селі проживало 3620 мешканців (3530 українців, 30 українців-римокатоликів, 30 поляків і 30 євреїв).

### Перші «Совіти»
18 вересня 1939 року в село вступили війська Радянського Союзу. Влада перейшла до рук «батраків, бідняків і середняків», завезених з СРСР. Було створено селянський комітет і направлено до Народних Зборів депутата Ф. І. Стрільціва. Невдовзі «трудящі» Новиці обрали першу сільську Раду, головою якої став Ф. І. Стрільців. Ці «трудящі» чомусь також приїхали з СРСР і сиділи в селі і райкомі Компартії (перший секретар — А. А. Уксусов, до того — другий секретар Котовського райкому), і навіть Новицю зробили райцентром Новичанського району, але ще до кінця 1940 року переїхали до облаштованішого містечка Перегінська і район став Перегінським.
Радянська влада передала «трудящим» села, тобто радгоспу 1800 га поміщицької, церковної і куркульської землі. Працювали школа та клуб. Правда, мова викладання у школі була російською доти, доки там вчителями працювали ті самі завезені з СРСР «трудящі». У клубі почали крутити кіно. У грудні 1939 року засновано комсомольську організацію (секретар В. М. Бойчук). Комсомольці були першими агітаторами, взяли під свій контроль клуб, створили осередок ТСОАВІАХІМу та спортивні гуртки. А також одним із їхніх завдань було писати доноси в НКВС на свідомих українців, які після того зникали безслідно.

### Друга світова війна
Суворих випробувань довелося зазнати мешканцям села в роки Другої світової війни. 1 липня 1941 року Новицю захопили нацистські війська (тільки от угорська армія до Вермахту не належала). За роки німецької окупації було спалено 49 дворів, понад 600 жителів села вивезено на роботу в Німеччину, а 63 місцевих жителів за «саботаж» було розстріляно. Серед розстріляних були депутат Народних Зборів Ф. І. Стрільців, секретар сільради Я. І. Кучерак, перший голова колгоспу І. Шушняк, сім'я Д. О. Небиловича.
4 грудня 1943 року у центрі села на очах у багатьох селян, що повертались із церкви, гестапівці розстріляли 12 юнаків із Надвірної — членів ОУН, учнів філії Калуської торговельної школи, яка працювала тоді у селі Сливки (нині Рожнятівського району).
Новичани відзначилися активною підтримкою партизанської боротьби проти обох окупаційних армій. У лісах на околицях села було чимало криївок. Багато селян загинули у цій боротьбі, тіла деяких загиблих було знайдено навіть у «Солених кирницях».

### Період радянської влади. Боротьба УПА
28 липня 1944 року Новицю «визволили» війська Червоної Армії, і це «визволення» полягало в насильній мобілізації, ув'язненні національно свідомих українців, непомірних податках тощо. Понад 100 чоловіків було мобілізовано до армії. Тих, хто вижив і був безхребетним лакеєм відзначали високими урядовими нагородами. Свій прихід енкаведисти («Червона мітла») позначили терором — 9 вересня 1944 р. застрелили двох жителів села, які збирали урожай на тужилівському полі.
З перших днів «визволення» Новиці відновила роботу сільська Рада, пізніше запрацювали школа, клуб, бібліотека. З 1945 року відновила свою діяльність комсомольська організація.
10 березня 1946 року енкадебіли (НКДБ) за наказом начальника гарнізону капітана Бедряка розстріляли двох повстанців біля криївки, у якій ті ховалися, а трьох — наступного дня на шкільному подвір'ї.
За даними облуправління МГБ у 1949 р. в Перегінському районі підпілля ОУН найактивнішим було в селах Новиця, Петранка, Грабівка і Завій.
15 грудня 1950 року рішенням Калуського райвиконкому № 516 було організовано колгосп ім. Ворошилова, куди загнали 336 селянських господарств, селяни за працю не отримували грошей, а тільки «трудодні». Колгосп почав спеціалізуватися на розвитку тваринництва, льонарства — найвигідніших галузях у передгірських районах. ОУНівське підпілля чинило спротив колгоспному рабству.
1952 року до Новицької сільської Ради приєднали село Зелений Яр, звідки більшість жителів було вивезено в Забузький район і де до того часу був колгосп ім. Будьонного. Два колгоспи об'єднали в один — під назвою «Вільне Прикарпаття». У 1960 році до нього приєднали колгосп ім. 8 березня села Старий Угринів. Землі Середнього Угринова приєднали ще в 1950 році — після депортації його жителів за підтримку УПА. Артіль «Вільне Прикарпаття» стала великим розвинутим господарством, її земельні угіддя становили 4,6 тис. га, у тому числі 1,7 тис. га орної землі.
Артільне господарство швидко зростало. З кожним роком розширювалася його матеріально-технічна база. 1969 року в колгоспі працювало 17 тракторів, 16 автомашин, 5 комбайнів, 5 молотарок та багато іншої техніки. Завершено механізацію всіх трудомістких процесів у рослинництві й тваринництві.
Нова техніка, поліпшення організації праці, впровадження досягнень сучасної агрономії дали можливість колгоспникам підвищувати врожайність зернових і технічних культур. З 1952 по 1969 рік урожай зернових зріс більш як у 2 рази, а льону-волокна — у 3,5 рази.
Важливою галуззю господарства стало тваринництво. Його продуктивність і товарність зросли в кілька десятків разів. За 1951—1969 роки поголів'я рогатої худоби збільшилося в 33 рази, вироблення молока — в 62 рази і м'яса — у 7 разів. Доярки, серед яких згадуються Г. С. Кучерак, М. Д. Головчак, М. В. Кецман, М. В. Шабловська, щорічно надоювали до 4 тис. кг молока на кожну фуражну корову. Бригада М. М. Рурака щорічно одержувала високі врожаї льону-волокна, по 5—6 ц з га на площі 80—100 га.
Крім основних галузей господарства, колгосп мав пилораму і маслобійню.
До 1939 року в Новиці була невеличка початкова школа. Після «визволення» тут вмістили семирічну середню школу. До 1969 року середню школу закінчило 330 осіб. Центром культурного життя став будинок культури із залом на 500 місць і стаціонарною кіноустановкою, споруджений колгоспом у 1962 році. Приміщення школи розширено та добудовано, тепер тут вмістили середню та старшу школу. В селі є бібліотека, фонд якої перевищує 20 тис. книжок, шкільна бібліотека — близько 6 тис. книжок. На 1971 рік у селі були амбулаторія, пологовий будинок, аптека.
А так про здобутки радянської влади писалося в радянських пропагандистських джерелах:
|  | Трудящі Новиці — господарі свого життя. До складу Новицької сільської Ради у 1969 році обрано 43 депутати. До роботи в комісіях Ради залучено багато дорослого населення Новиці. Є тут агітколектив, який налічує 60 чоловік. Активно працює колектив лекторів місцевого відділення товариства «Знання». Жителі села у 1969 році прослухали близько 250 лекцій. Для підвищення кваліфікації працівників сільського господарства тут створено 3 школи передового досвіду, у яких навчалося в 1969 році 260 чоловік. Партійна організація, сільська Рада, комсомол багато уваги приділяють питанню виховання трудящих. У побут все міцніше входять нові звичаї, обряди: комсомольські весілля, свято врожаю, дні тваринника, механізатора, проводи юнаків до Радянської Армії, зустріч Нового року тощо. Величезні зміни сталися в післявоєнні роки у побуті селян. Не залишилося жодної халупи, яких рясно було в Новиці до 1939 року. Колись сім'я Іванюків була найбіднішою, жила в напіврозваленій халупі. Тепер колгоспники Іванюки мають чотирикімнатний кам'яний будинок. Кімнати обставлено сучасними меблями, сяє електрика. Так живуть тепер колгоспники. Нині Новицю повністю перебудовано. Тільки за 1955–1969 роки споруджено понад 700 сучасних будинків. Тепер діють у селі 6 магазинів, їдальня, побутові майстерні. Завершується газифікація села. |

### Село в незалежній Україні
Незважаючи на довголітню Радянську окупацію, українські традиції та звичаї в селі не забули. Новичани в усі часи, незважаючи на перешкоди, були патріотами свого краю і завжди мріяли про свободу, тому проголошення незалежності України зустріли з великою радістю. Жителі села активно долучались до всіх державотворчих подій з початку періоду незалежності: референдум 1 грудня 1991 року щодо проголошення незалежності України, Помаранчева революція, Революція Гідності та ін.
З часу проголошення незалежності значно розвинулась й інфраструктура села, зокрема:
- збудовано нову цегляну церкву, яку було освячено 19 серпня 2008 року;
- у 2009 році розширено школу шляхом викупу і реконструкції приміщення колишнього торгового центру, розташованого неподалік центрального корпусу школи, очікується будівництво спортзалу;
- зроблено капітальний ремонт приміщень дитячого садка та амбулаторії, частково — будинку культури;
- оновлено шкільний стадіон, облаштовано сучасний спортмайданчик;
- у центральному корпусі школи облаштовано внутрішні санвузли, ведеться прибудова спорткомплексу до школи.
Новиця була першим населеним пунктом області (через три роки досвід використав Івано-Франківськ) зі встановленням на перехрестях вказівників назв вулиць. Було організовано збір сміття і побутових відходів, встановлені баки для окремого збору певних видів (пластик, скло). У міру коштів велося асфальтування вулиць. На околиці села облаштовано сільський стадіон, де проводяться спортивні заходи районного рівня. Село зразково впорядковане і визнавалося переможцем оглядів-конкурсів.
11 червня 2018 року спалена унікальна за акустикою сільська церква, яка була найбільшою дерев'яною церквою західної України.
На даний момент (2019 р.) у селі працює 14 приватних магазинів, аптека, салон ритуальних послуг, автосервісні точки, млин та ін. У приміщенні сільської управи на правах оренди розмістились ресторан «Вікторія», гуртівня «Христина», відділення Укрпошти, каса Ощадбанку, стоматологічний кабінет, перукарня, швейна майстерня та ін., тут також облаштовано зал для реєстрації шлюбів. У 2019 році у приміщенні сільської управи розмістилася адміністрація Новицької ОТГ. Сквер перед нею селяни впорядковують власними силами та з допомогою волонтерів.

## Населення

### Мова
Розподіл населення за рідною мовою за даними перепису 2001 року:
| Мова       | Кількість | Відсоток |
| ---------- | --------- | -------- |
| українська | 3715      | 99.52%   |
| російська  | 17        | 0.45%    |
| румунська  | 1         | 0.03%    |
| Усього     | 3733      | 100%     |

## Пам'ятки

### Природні пам'ятки
- Ботанічний заказник «Новицька дубина»
- Гора «Марійка»

### Пам'ятки архітектури
- Церква Преображення Господнього УГКЦ, 2008 р.
- Церква-каплиця Собору Пресвятої Богородиці, 1929 р.

### Інші пам'ятки
- Статуя Пресвятої Діви Марії при в'їзді в село;
- Пам'ятник Тараса Шевченка;
- Символічний насип борцям за волю України;
- Придорожний знак «Новиця» при в'їзді в село;
- Герб України біля сільської управи;
- Пам'ятні хрести парохам на церковному подвір'ї Спасо-Преображенського храму ПЦУ.

### Втрачені пам'ятки архітектури
- Горішній храм Преображення Господнього (XVIII-XIX стт.);
- Долішній храм Різдва Христового (XVIII-XIX стт.);
- Спасо-Преображенський дерев'яний храм (1938 р.).

Крім цього в селі також є багато придорожніх хрестів та капличок на приватних подвір'ях. Планується будівництво нових архітектурних пам'яток — Спасо-Преображенського храму УПЦ на місці згорілого дерев'яного та церкви Свт. Василія Великого УПЦ на Бані.
У селі є 4 цвинтарі, серед визначних поховань тут є поховання героїв воєн, польського шляхетського роду, Йосипа Петрушевича, митр. прот. Григорія Токарика.

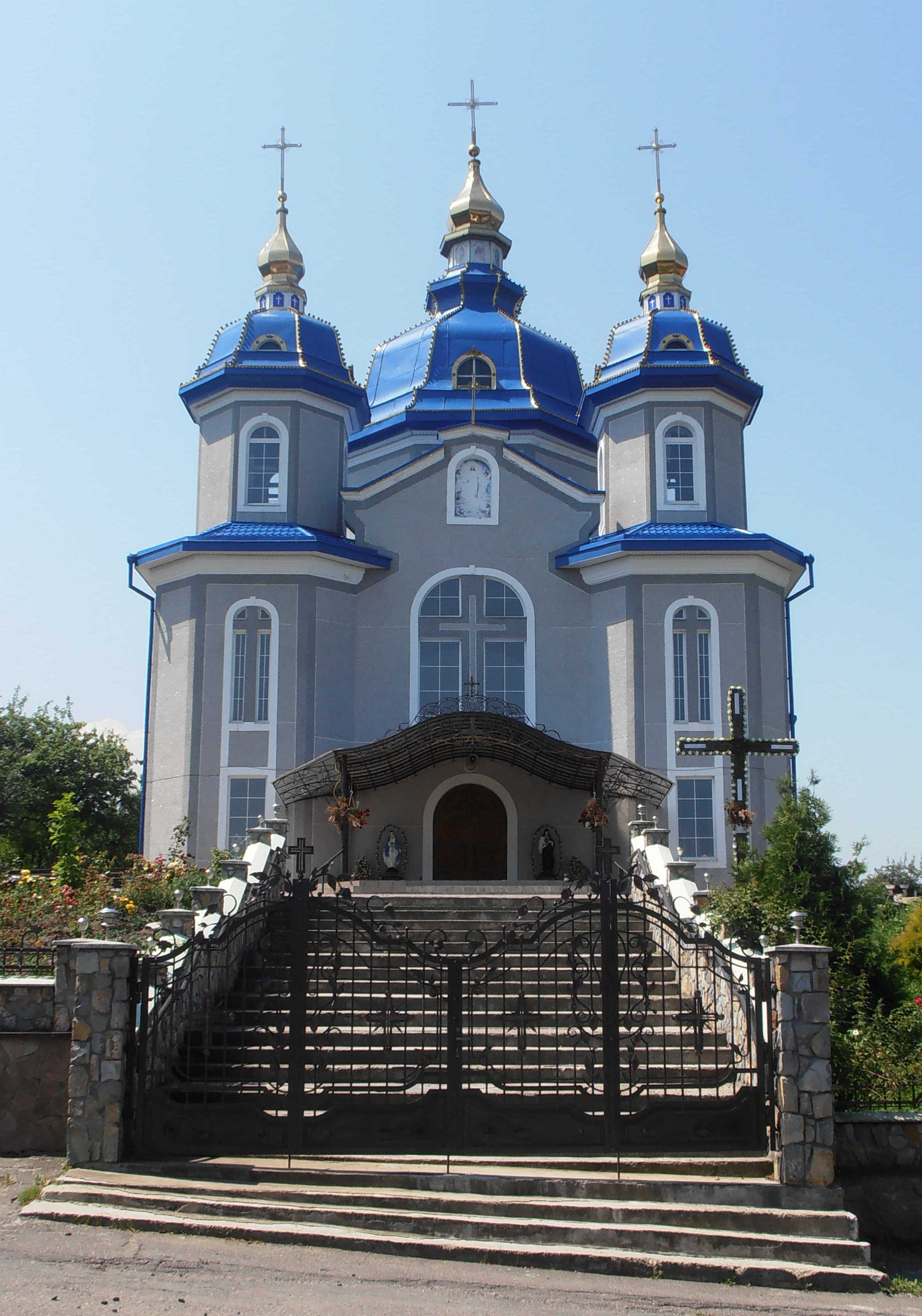
Храм Преображення Господнього УГКЦ
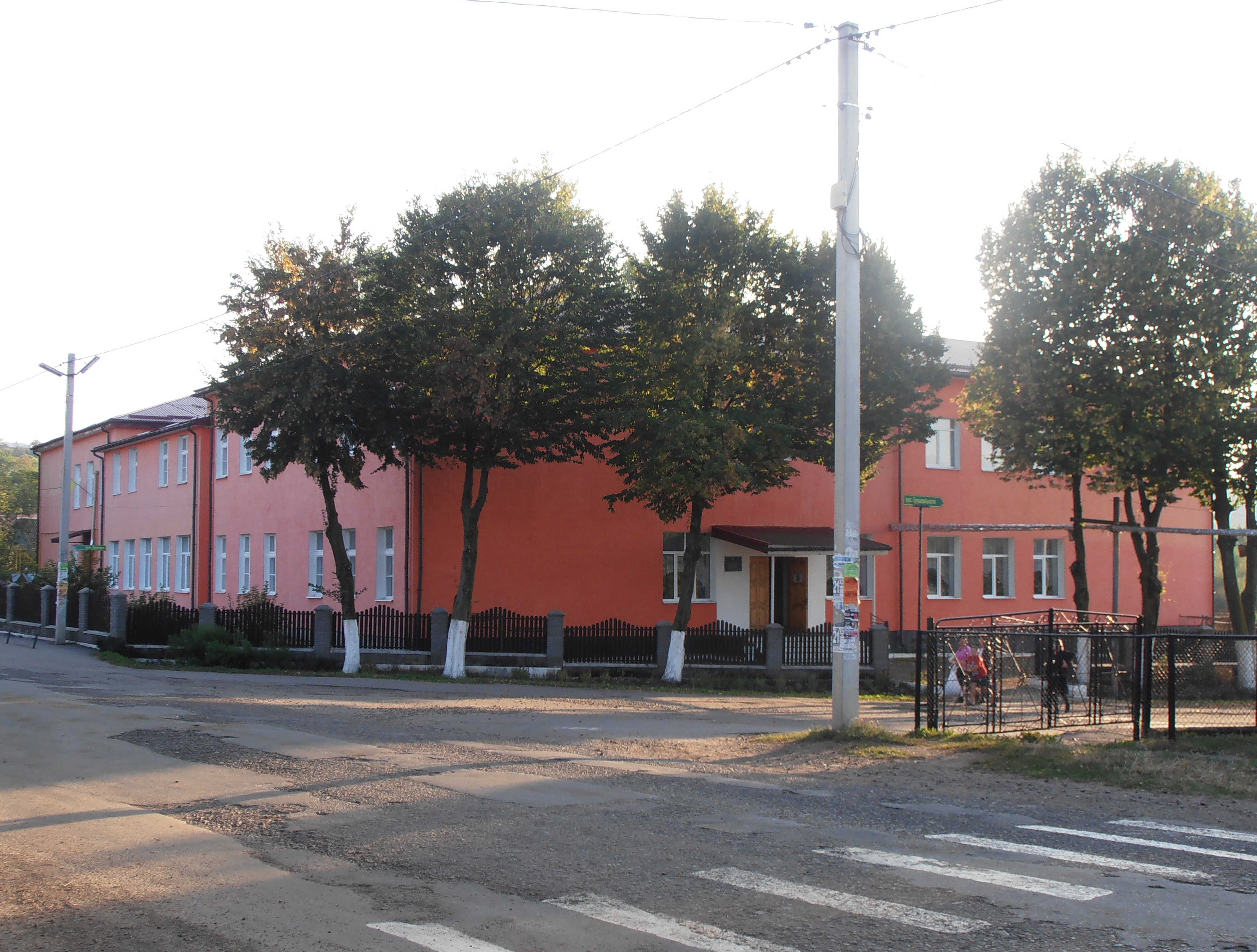
Центральний корпус школи
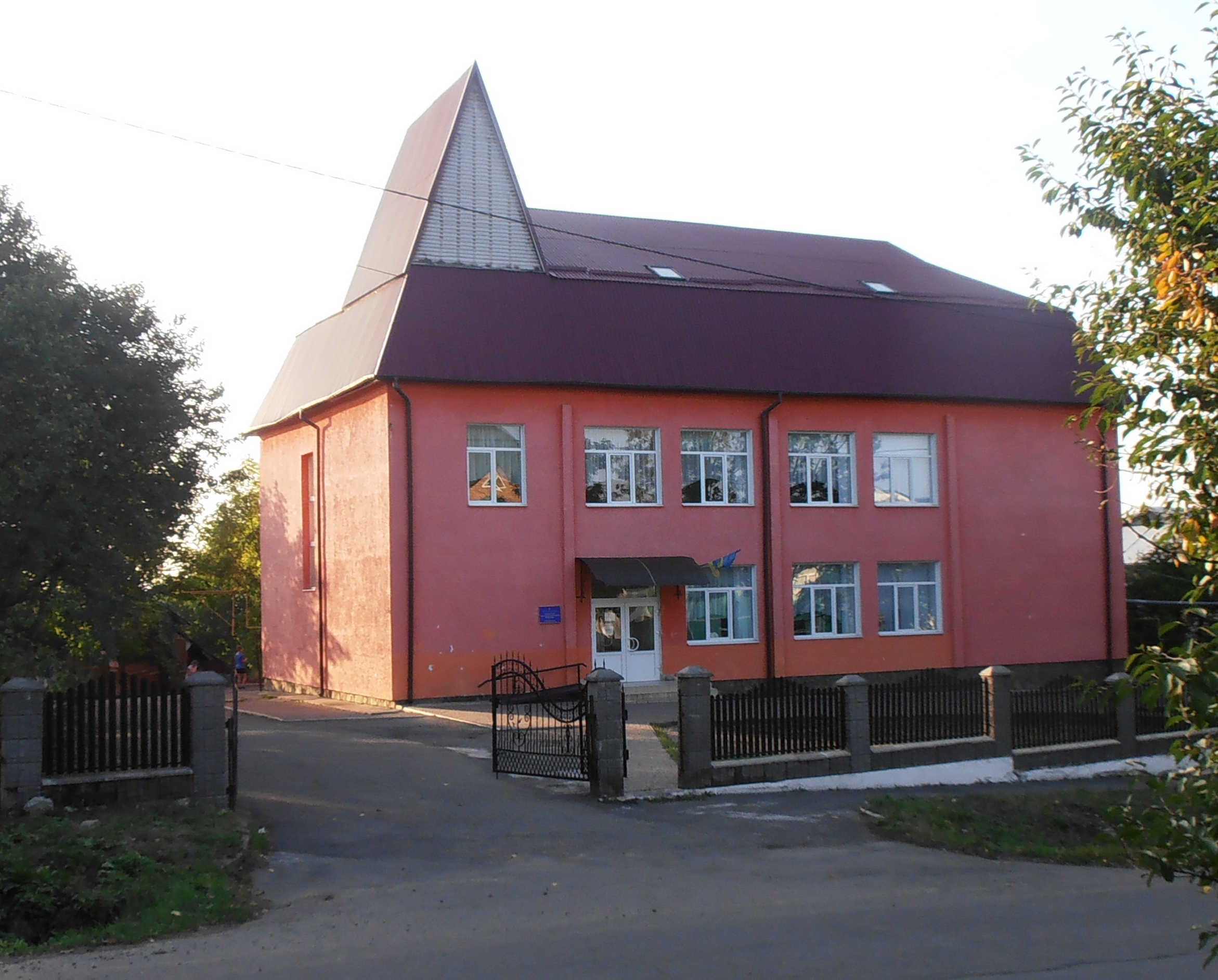
Початкова школа
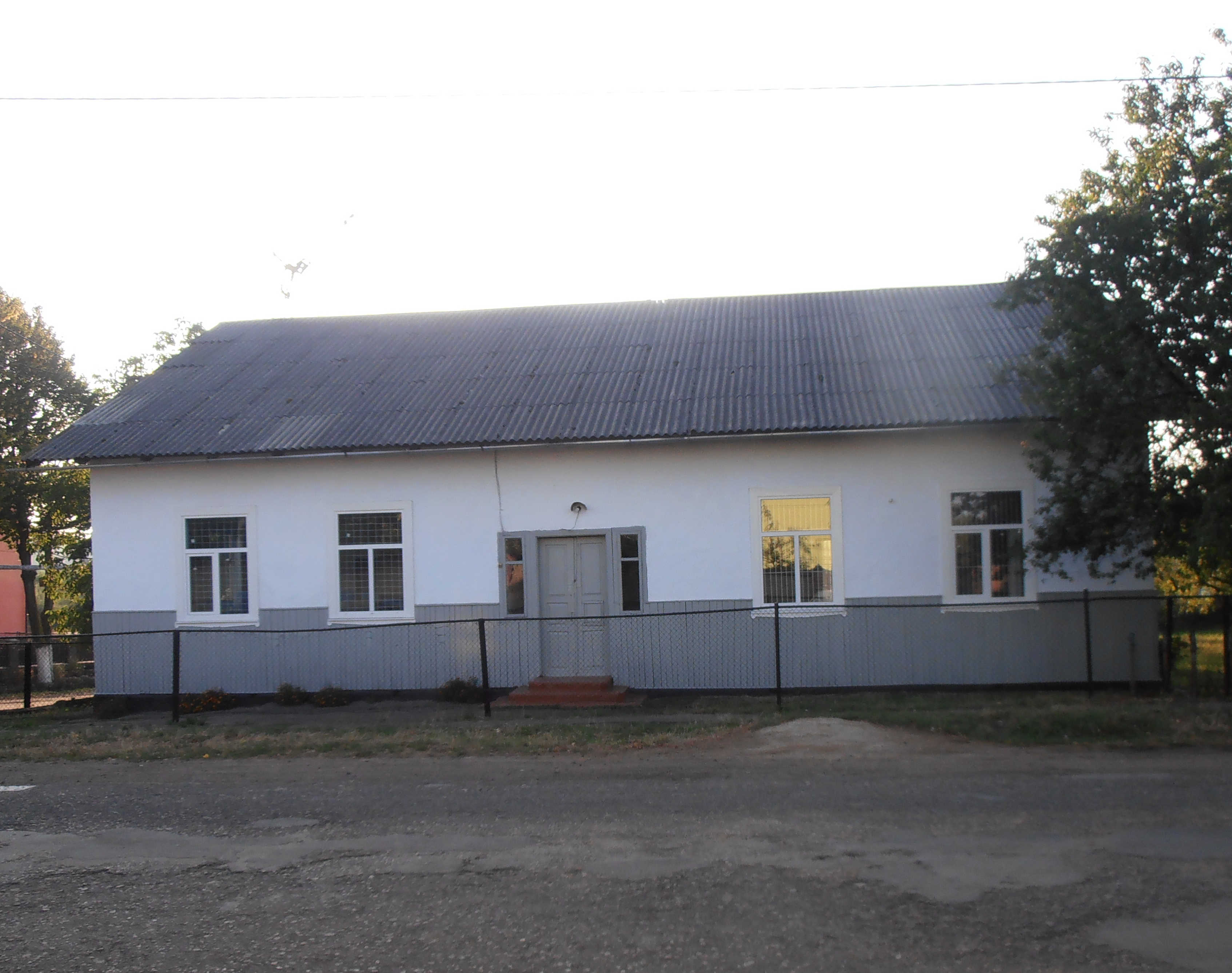
Шкільні спортзал та майстерня
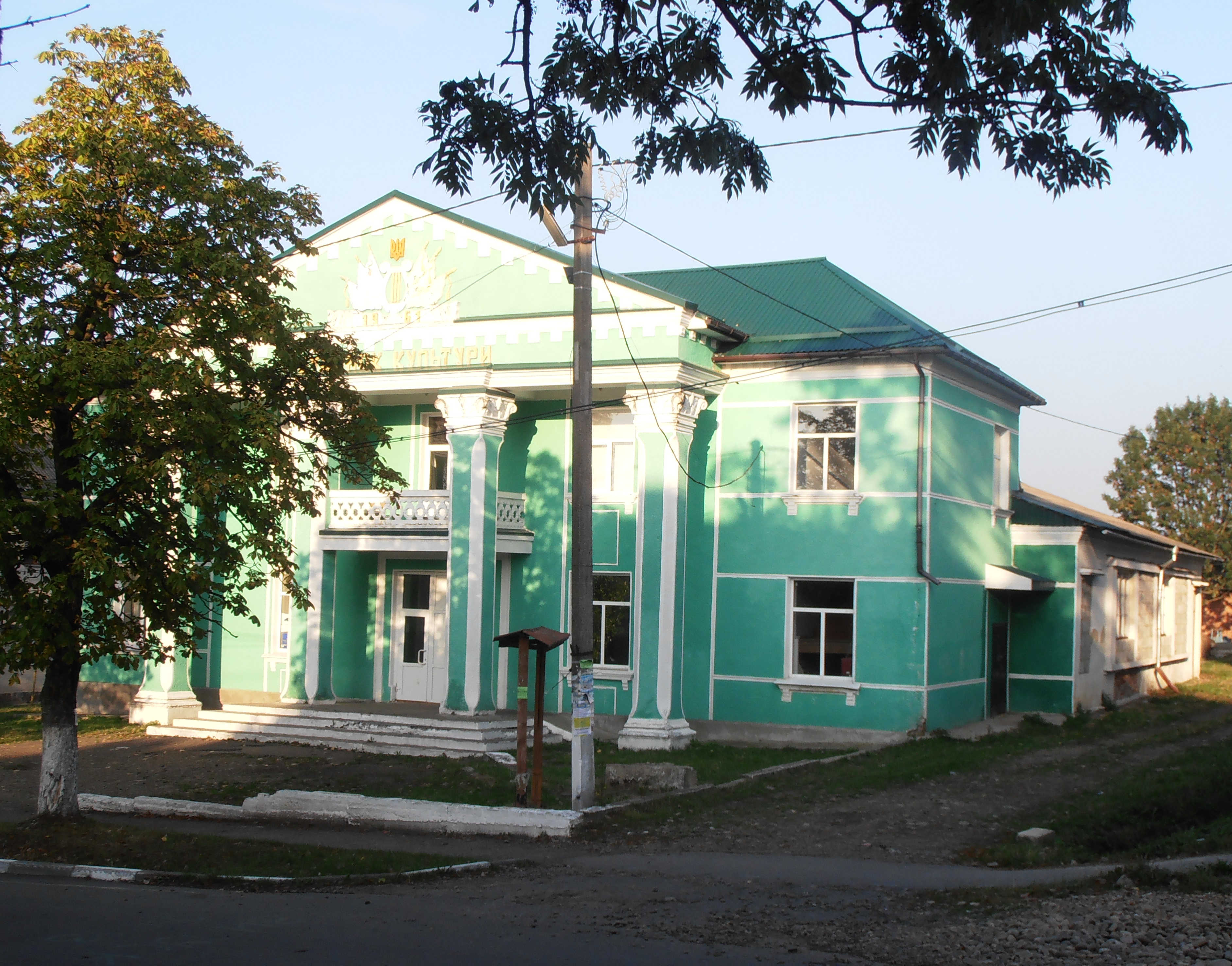
Народний дім
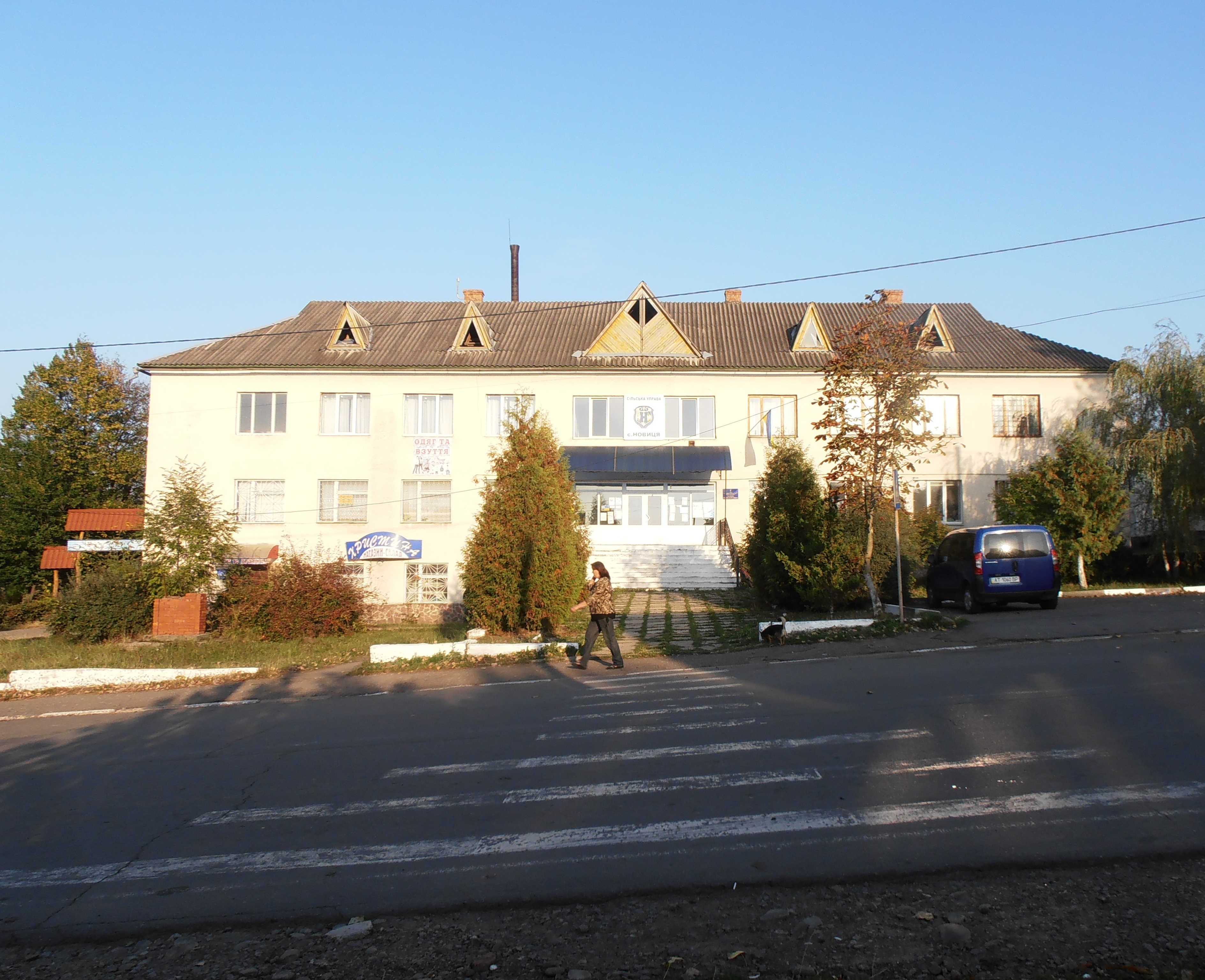
Сільська управа
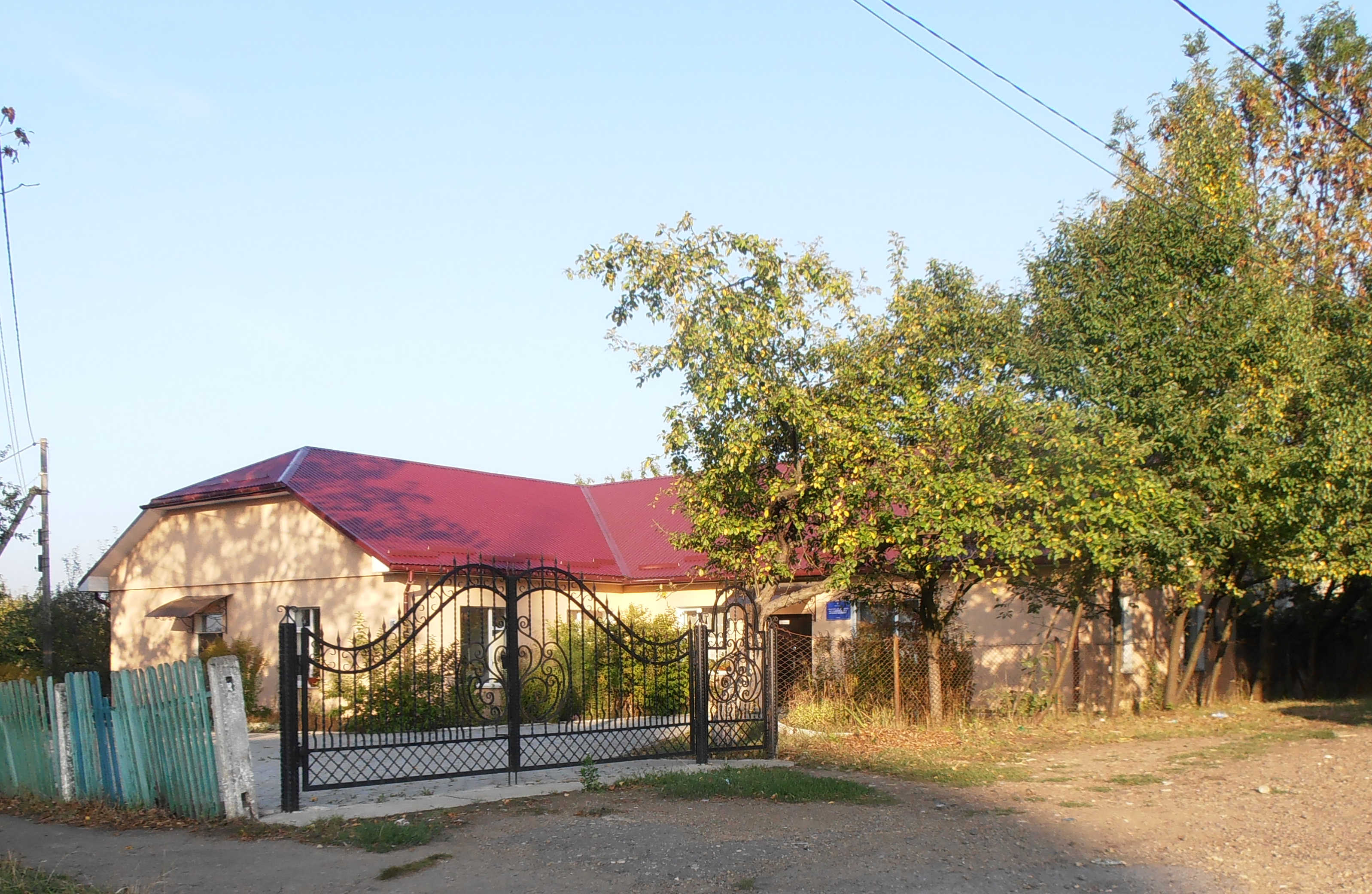
Амбулаторія
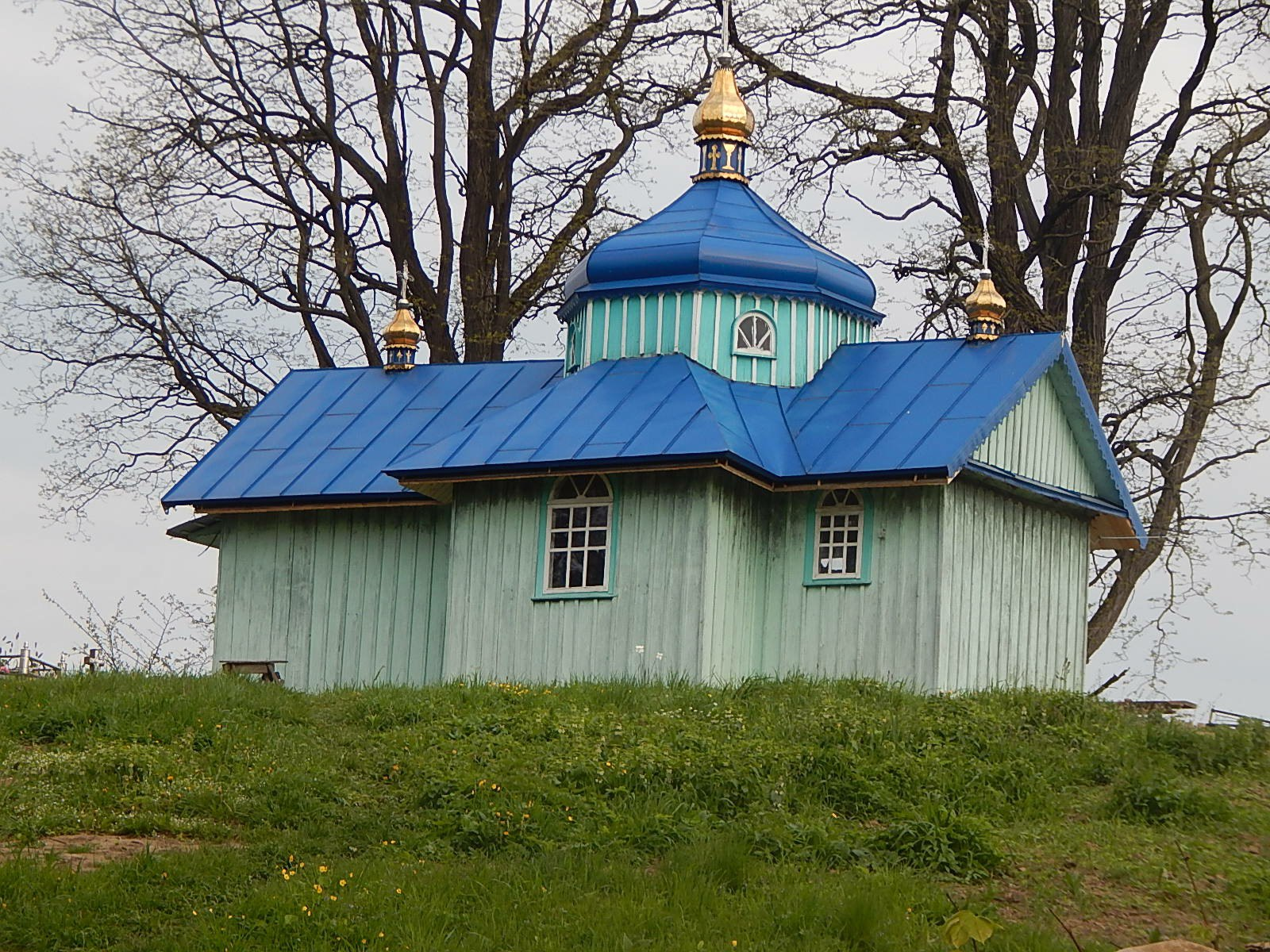
Церква-каплиця Собору Пресвятої Богородиці 1928 р.
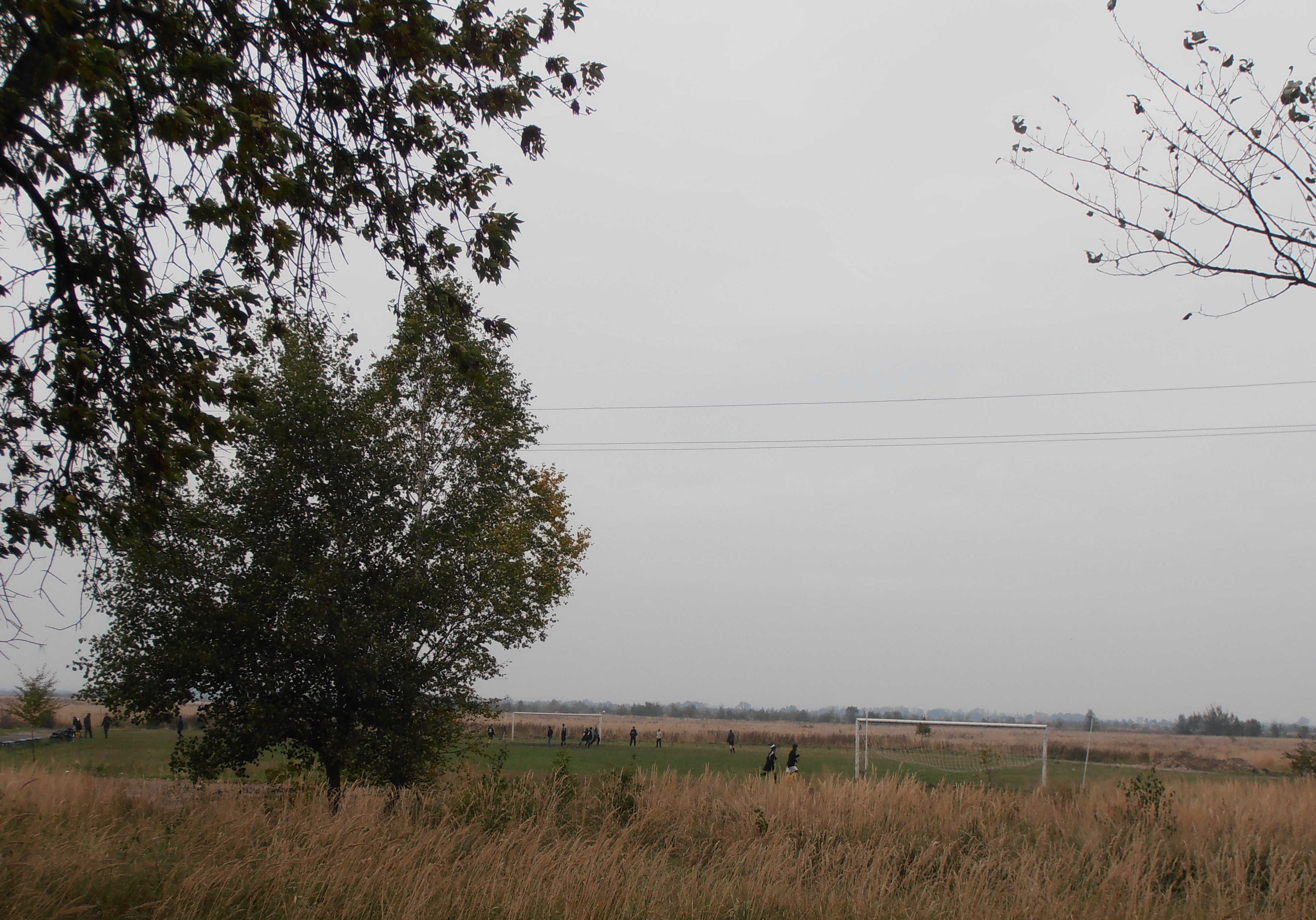
Сільський стадіон

## Вулиці
У селі є вулиці::
1. Богдана Хмельницького
2. Василя Стефаника
3. Василя Стуса
4. Весела
5. Весняна
6. Винниченка
7. Виробнича
8. Вишнева
9. Вітовського
10. Глібова
11. Довбуша

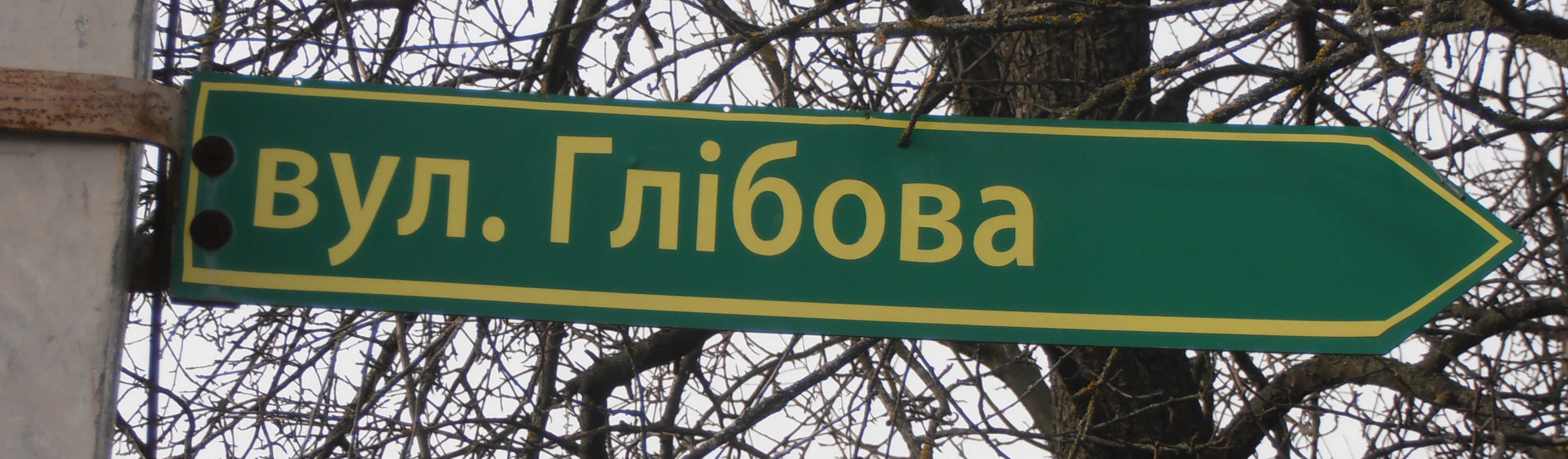
Вказівник на перехресті

12. Небесної Сотні (до 26.04.2022 — Єсеніна)[23]
13. Зелена
14. Івана Мазепи
15. Івана Франка
16. Івасюка
17. Карпатська
18. Козацька
19. Українська (до 26.04.2022 — Комарова)
20. Лесі Українки
21. Марка Черемшини
22. Мартовича
23. Миру
24. Михайла Грушевського
25. Михайла Коцюбинського
26. Молодіжна
27. Незалежності
28. Ольги Кобилянської
29. Петрушевича
30. Підмарійка
31. Прикарпатська
32. Січових Стрільців
33. Тараса Шевченка
34. Церковна
35. Ялинка

Крім офіційних назв вулиць ширше застосовуються народні назви частин села:
- Долина
- Колгоспна вулиця
- Центр
- Маркушівка
- Баня
- Гірка
- Впуст
- Серлєк
- Підмарійка
- Бушина
- Гора
- Салтищина
- Ялинка
- Цвинтарська вулиця

## Відомі люди
- Михайло Йосипович Петрушевич (Новицький)(1869—1895) — священник УГКЦ, український письменник, громадський діяч. Син вчителя народної школи, громадського діяча та публіциста, засновника хати-читальні, гуртків у с. Новиця — Йосифа Дмитровича Петрушевича [24].
- Йосиф Дмитрович Петрушевич (1845—1917) — маловідомий український педагог (вчитель народної школи), громадський діяч та публіцист, засновник хати-читальні, гуртків у с. Новиця. Батько знакового прикарпатського письменника — Михайла Петрушевича (Новицького). До кінця свого життя проживав у Новиці.
- Петро-Богдан Соловій (1894—1963) — священник, парох с. Новиця, під його керівництвом була збудована Спасо-Преображенська церква (1938), яка ущент згоріла в ніч на 11 червня 2018 р.
- Роман Марія Александер Шептицький (Андрей Шептицький, 1865—1944) — український релігійний діяч, меценат, граф. Єпископ Української греко-католицької церкви; від 17 січня 1901 до смерті — Митрополит Галицький та Архієпископ Львівський — предстоятель Української греко-католицької церкви, брав активну участь у будівництві Спасо-Преображенської церкви с. Новиця, збудованої 1938 року, замовляючи конструктивні розрахунки для церкви в інженерів-акустиків (з ними ознайомив делегатів греко-католицької громади у 1996 р. кардинал Мирослав (Любачівський)).
- Андрій Михайлович Бандера — священник УГКЦ, у 1920–1930 — парох Старого Угринова, капелан, культурно-громадський діяч, політик Західноукраїнської Народної Республіки, ветеран Українсько-польської війни, допомагав під час будівництва Спасо-Преображенської церкви (1938) с.Новиця, яка ущент згоріла в ніч на 11 червня 2018 р. Батько  українського політичного діяча, борця за незалежність України у XX сторіччі — Степана Андрійовича Бандери.
- Григорій Дмитрович Токарик (1948—2011) — священник Української Православної Церкви Київського Патріархату (з 15 грудня 2018 року - Православна Церква України), митрофорний протоієрей, настоятель Спасо-Преображенської церкви (1938), яка ущент згоріла в ніч на 11 червня 2018 р. (1986—2011), з 2000 по 2011 рр. благочинний Калуського деканату Івано-Франківської єпархії, поет-аматор (поезії були посмертно знайдені сім'єю), палкий прихильник автокефалії Української Православної Церкви.
- Михайло Степанович Ковальчук (у чернецтві Данило, 1949) — архієрей Православної Церкви України (до 15 грудня 2018 року — Української православної церкви Київського патріархату, до 25 червня 1992 — Української автокефальної православної церкви), митрополит Чернівецький і Буковинський, парох с. Новиця (кінця XX ст.) —  настоятель Спасо-Преображенської церкви (1938), яка ущент згоріла в ніч на 11 червня 2018 р. (прослужив у селі всього кілька років).
- Ігор Касіян  — священник Української Греко-Католицької Церкви, парох церковної громади УГКЦ с. Новиця (19??-2004), під його керівництвом розпочалося будівництво кам'яного храму Преображення Господнього, освяченого 19 серпня 2008 року.
- Ігор Іванців — священник Української Греко-Католицької Церкви, парох церковної громади УГКЦ с. Новиця (2004 – по теперішній час), під його керівництвом завершилося будівництво кам'яного храму Преображення Господнього, освяченого 19 серпня 2008 року.
- Богдан Іванович Заставецький (1978) — священник Православної Церкви України, протоієрей, парох церковної громади ПЦУ с. Новиця (2017 – по теперішній час), настоятель Спасо-Преображенської церкви; під його керівництвом ведеться будівництво кам'яного храму — на місці Спасо-Преображенської церкви (1938), яка ущент згоріла в ніч на 11 червня 2018 р.

### Народилися
- Іван Василів «Гамалія» (1925—1952) — районний провідник ОУН Калущини[25][26].
- Ричаківська Віра Іванівна (1958) — український економіст та фінансист, заступник голови (з лютого 2011 по 2014 рр.), член правління НБУ, кандидат економічних наук, (доктор філософії — Philosophiæ Doctor in Economics Sciences), доцент, заслужений економіст України, член Ради Національного банку України, член ради Міжнародної громадської організації «Івано-Франківське земляцтво».
- Ігор Васильович Луцан (1989) — священник Православної Церкви України, теолог (богослов), релігієзнавець, кандидат історичних наук (доктор філософії — Philosophiæ Doctor in Historical Sciences); інспектор навчального відділу (Центр забезпечення якості вищої освіти), старший науковий співробітник, викладач Чернівецького національного університету імені Юрія Федьковича (Yuriy Fedkovych Chernivtsi National University); штатний священник університетського домового храму святого великомученика Іоана Нового, регент студентського (однорідного) академічного та мішаного хорів університетського храму Трьох Святителів; голова відділу у справах молоді при Чернівецько-Хотинському єпархіальному управлінні ПЦУ.
- Богдан Іванович Дадяк (1968) — перший уродженець села, який став головою Новицької сільської ради об’єднаної територіальної громади (ОТГ) (2020 — по теперішній час); багаторічний директор Новицького навчально-виховного комплексу (2005-2019) та Новицького ліцею Новицької сільської ради ОТГ (2019-2020), вчитель трудового навчання, спеціаліст вищої категорії, старший вчитель; депутат Калуської районної ради Івано-Франківської області п’яти демократичних скликань.
- Іоасаф (в миру — Василь Васильович Стасюк) (1999) — священник (ієромонах) Православної Церкви України, ігумен, намісник (з 2021 р.) Хресто-Воздвиженського манявського чоловічого монастиря (Український Афон),  секретар канцелярії (канцлер) єпархіального управління Івано-Франківсько-Галицької єпархії ПЦУ (2021 р.), доктор філософії в галузі богослов'я, викладач Івано-Франківського богословського інституту імені преподобного Феодосія Манявського.

### Пов'язані
- 14 грудня 1946 р. в селі під час облави в хаті Павла Ілліча Матіїва зрадник з Пійла П. Фіщак видав Ольгу Гросберг — підпільницю ОУН, лицаря Срібного Хреста Заслуги УПА.